# ローレンス・オドネル

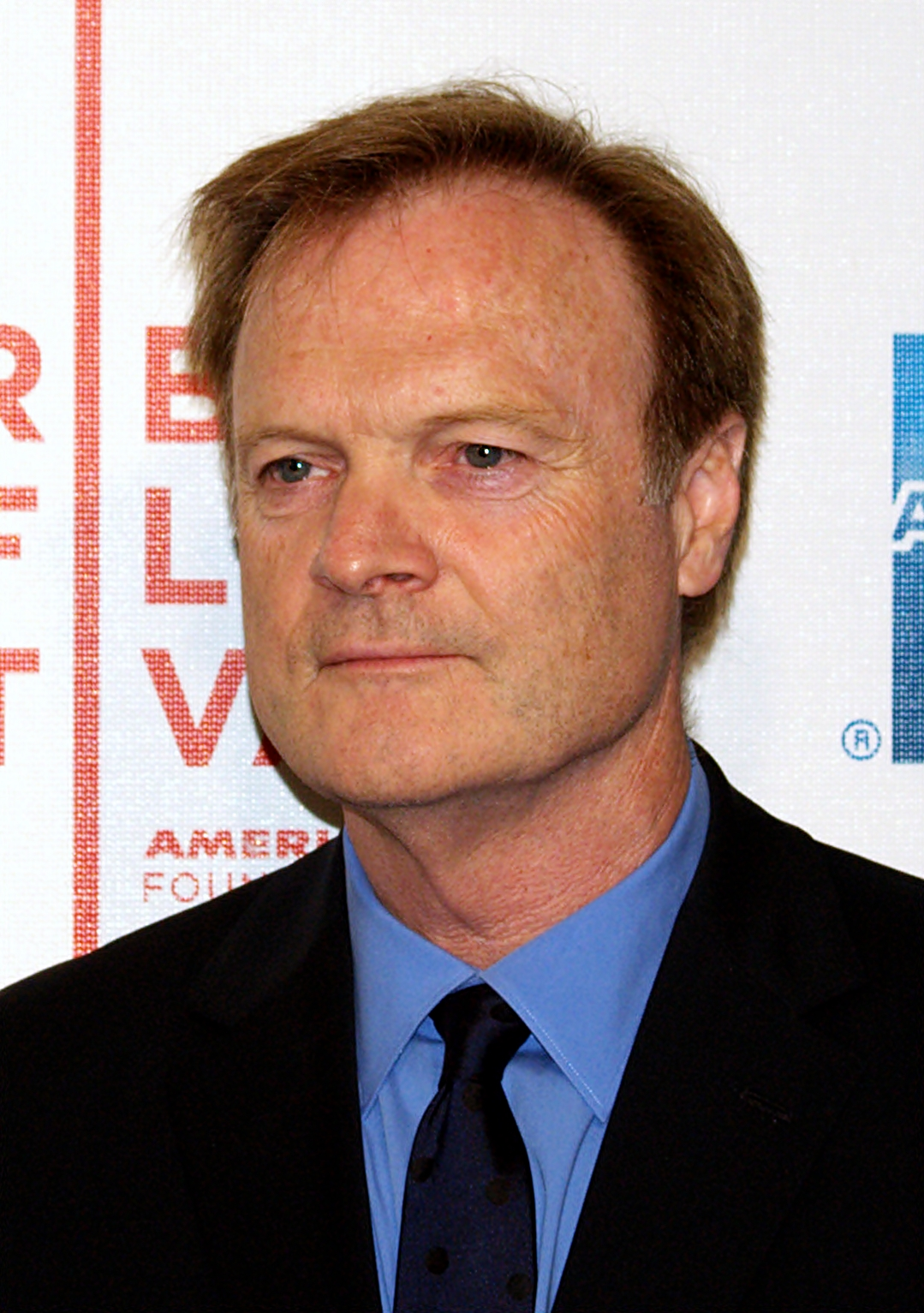
ローレンス・オドネル（2009年）

ローレンス・オドネル・ジュニア（Lawrence O'Donnell, Jr.、1955年 - ）は、ボストン生まれのアメリカの政治アナリスト、ジャーナリスト、プロデューサー、脚本家、俳優。
ジョン・F・ケネディ大統領の上級顧問だったケネス・オドネルの息子で、妻は女優のキャサリン・ハロルド。アメリカ／カナダのニュース専門24時間ケーブルテレビネットワーク、MSNBCの番組 The McLaughlin Group や The Al Franken Show に出演している。
エミー賞を受賞したNBCのテレビシリーズ『ザ・ホワイトハウス』のプロデューサー兼作家であり、最近のものではNBCのテレビシリーズ Mister Sterling のエグゼクティブ・プロデューサーでもある。
HBOのテレビシリーズ Big Love に弁護士役で幾度も登場している。
比較的率直な言葉遣いをするテレビ・ジャーナリストとして知られており、1993年から1995年まで米国上院財政委員会 (United States Senate Committee on Finance) における民主党側の長を務めた。また1992年には、米国上院環境公共事業委員会 (United States Senate Committee on Environment and Public Works) の長を務めている。
プレイム事件（アメリカ政府によってCIA工作員ヴァレリー・プレイムの身元が意図的に漏洩されたというスキャンダル）の報道において、オドネルは自らキーマンとなった。
また、アーノルド・シュワルツェネッガー・カリフォルニア州知事に対する強い嫌悪でも知られている。
2010年9月より、MSNBCのニュース番組 The Last Word with Lawrence O'Donnell のアンカーを務める。